# Чудесное око
«Чудесное око» (реже «Чудесный глаз») — фантастический роман Александра Беляева. Был опубликован на украинском языке в 1935 году, русский перевод появился лишь после смерти писателя. Посвящён развитию подводного телевидения, помогающего в поисках важного научного открытия на затонувшем корабле.

## История
Роман «Чудесное око» был впервые опубликован в 1935 году в киевском издательстве "Молодой большевик". Сюжет в романе развивается вокруг узкой технической идеи: разработке и успешном применении подводных телевизоров. Слабость произведения была настолько очевидна даже для самого Беляева, что он не стал переиздавать его на русском языке. Перевод впервые появился в 1957 году в сборнике «Избранные научно-фантастические произведения» в 3-х томах («Молодая гвардия», 1957. Т. 1). В воспоминаниях дочери писателя Светланы Беляевой указывается, что «Чудесный глаз» был написан в Москве в 1928 году.

## Сюжет
Годы Великой депрессии. В Атлантическом океане тонет пассажирский лайнер «Левиафан», на котором аргентинский изобретатель Хургес пытался перевезти в Советский Союз секрет своего открытия атомной энергии. Советским учёным становится известно, что описание изобретения Хургес выгравировал на металлических пластинках, а сами пластинки перед гибелью прикрепил к якорной цепи лайнера. К месту кораблекрушения направляются три советских корабля, вооружённые для поисков подводным телевизором — изобретением радиста Моти Гинзбурга. В процессе поисков экспедиция открывает на морском дне затонувший город древней цивилизации. С помощью телевизора становится возможным транслировать открытие в реальном времени на всю страну.
В то же время в районе поисков появляется корабль американского авантюриста Скотта, пытающегося обнаружить и поднять с «Левиафана» золото, которое украл у него бывший компаньон Вильямс. Не догадываясь об истинной цели советской экспедиции, Скотт решает что она также ищет золото. Для того, чтобы устранить «конкурентов», Скотт всячески мешает работе советских кораблей. Наконец, ему удаётся обнаружить затонувший корабль и поднять часть предметов, в том числе пластинки Хургеса. Не зная цены находки, Скотт выбрасывает её в океан. Советской экспедиции удаётся её вновь обнаружить, но часть формул безвозвратно утеряна.
Параллельно основному сюжету ведется описание путешествия журналиста Азореса по странам Южной и Северной Америки: экономический коллапс, безработица, социальные волнения. Знакомясь с ассистентом погибшего Хургеса — Каром, Азорес увлекает его описанием социалистической действительности и перспективами плодотворной научной работы. Кар соглашается уехать в СССР и просит «зачислить его рядовым на телефронт».

### Фантазия Миши Борина
Во время подготовки экспедиции в Москве, сын инженера Борина Миша написал короткий научно-фантастический рассказ на тему явления фотоэффекта.
Профессор Филинов изобрёл аппарат, позволяющий уменьшить человека до размера молекул и атомов. Уменьшив своих учеников — профессоров Харичкина и Ларичкина, Филинов помещает их на пластину цезия, где они видят устройство кристаллической решётки металла, ядра и электроны, взаимодействие электронов с фотонами света. Затем Филинов отправляет их внутрь фотоэлемента, где они наблюдают принципы его работы.

## Особенности сюжета
- Миша Борин сломал ногу, играя в футбол, и не смог поехать в экспедицию. Однако с помощью телевизоров, установленных у него дома, он смог следить за всем, что происходило в экспедиции, и стал таким образом «телевизионным» дежурным по штабу экспедиции. В результате Миша Борин сыграл в экспедиции немаловажную роль: несколько раз заметил то, что не увидели члены экспедиции, и сумел предупредить и спасти от акулы водолаза Протчева.
- Несмотря на сугубо мирный характер научной экспедиции, её участники постоянно носят при себе оружие — как советские граждане (команда траулера открывает огонь, отгоняя акул от упавшего за борт Скотта), так и иностранцы (журналист Азорес, спасая жизнь водолазу Протчеву, выхватывает револьвер и угрожает застрелить Скотта и капитана зафрахтованного Скоттом корабля).

## Персонажи
- Бласко Хургес — аргентинский учёный-изобретатель, пассажир «Левиафана»
- Жуан Хургес — его брат
- Вильямс — американский богач, пассажир «Левиафана»
- Мотя Гинзбург — радист траулера, изобретатель
- Маковский — капитан траулера
- Азорес — испанский коммунист, корреспондент
- Кар — учёный, ассистент Хургеса
- академик Тоффель, профессор Рейнберг, профессор Багорский — члены спецкомиссии
- Барковский, Карпиловский, Чудинов — советские ученые, прибывшие для изучения подводного города
- Кириллов — инженер ЭПРОНа
- Борин — радиоинженер и изобретатель
- Миша Борин — студент, сын Борина
- Протчев — водолаз экспедиции
- Джеймс Скотт — американский авантюрист, компаньон Вильямса